# Xã Leopold, Quận Perry, Indiana
Xã Leopold (tiếng Anh: Leopold Township) là một xã thuộc quận Perry, tiểu bang Indiana, Hoa Kỳ. Năm 2010, dân số của xã này là 765 người.